# Digama meridionalis
Digama meridionalis là một loài bướm đêm thuộc họ Erebidae. Nó được tìm thấy ở Châu Phi, bao gồm Ethiopia và Eritrea.

## Phụ loài
- Digama meridionalis deliae (Ethiopia, Eritrea)
- Digama meridionalis meridionalis